# Narayan Datt Tiwari

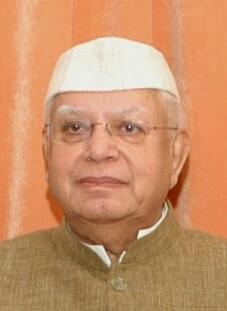
Narayan Datt Tiwari, 2008

Narayan Datt Tiwari (Hindi नारायण दत्त तिवारी; * 18. Oktober 1925 in Baluti, Distrikt Nainital, Uttarakhand; † 18. Oktober 2018 in Saket, Delhi) war ein indischer Politiker des Indischen Nationalkongresses, der unter anderem drei Mal Chief Minister von Uttar Pradesh, Außenminister, Chief Minister von Uttarakhand sowie zuletzt Gouverneur von Andhra Pradesh war.

## Leben

### Chief Minister von Uttar Pradesh und Minister
Tiwari wurde am 21. Januar 1976 als Nachfolger von Hemwati Nandan Bahuguna sowie einer vorübergehenden Präsidialregierung (President’s rule) durch Staatspräsident Fakhruddin Ali Ahmed erstmals Chief Minister von Uttar Pradesh. Er bekleidete dieses Amt aber nur drei Monate bis zum 29. April 1977, ehe es erneut zur Einsetzung der President’s rule kam.
1980 wurde er von Premierministerin Indira Gandhi als Planungsminister (Union Minister of Planning) erstmals in eine Unionsregierung berufen und bekleidete dieses Amt bis 1981. Daneben war er von 1980 bis 1982 auch Arbeitsminister (Union Minister of Labour). Im Anschluss übernahm er im Rahmen einer Kabinettsumbildung von 1981 bis 1984 das Amt des Industrieministers (Union Minister of Industry) und war zwischen 1982 und 1984 auch Minister für Stahl und Bergbau (Union Minister of Steel and Mines) in der Regierung von Indira Gandhi.
Nach seinem Ausscheiden aus der Unionsregierung wurde Tiwari am 3. August 1984 als Nachfolger von Sripati Mishra erneut Chief Minister von Uttar Pradesh. Nach etwas mehr als einjähriger Regierungszeit folgte ihm am 24. September 1985 Bir Bahadur Singh als Chefminister dieses Bundesstaates.

### Außenminister, Finanzminister und Gouverneur
Premierminister Rajiv Gandhi ernannte Tiwari am 22. Oktober 1986 zum Nachfolger von P. Shiv Shankar als Außenminister (Union Minister of External Affairs). Dieses Amt bekleidete er bis zu einer Regierungsumbildung am 25. Juli 1987 als Premierminister Gandhi dieses Minister selbst übernahm. Er selbst folgte Rajiv Gandhi wiederum als Finanzminister (Union Minister of Finance) und wurde nach elf Monaten Amtszeit am 25. Juni 1988 von Shankarrao Bhaorao Chavan abgelöst. Gleichzeitig bekleidete er zwischen 1987 und 1988 das Amt des Handelsministers (Union Minister of Commerce).
Am 25. Juni 1988 wurde Tiwari als Nachfolger von Bir Bahadur Singh zum dritten Mal Chief Minister von Uttar Pradesh. Am 5. Dezember 1989 folgte ihm Mulayam Singh Yadav von der Samajwadi Janata Party, nachdem der Indische Nationalkongress zuvor eine Niederlage bei den Wahlen zur Legislativversammlung (Vidhan Sabha) des Bundesstaates erlitten hatte.
1995 führte er zusammen mit dem früheren Unionsminister, Arjun Singh, sowie einigen loyalen Anhängern Rajiv Gandhis eine parteiinterne Revolte an, die zur Gründung des Indischen National Kongresses Indira führte, der sogenannten Congress-Tiwari- oder Congress (T)-Faktion (All India Indira Congress (Tiwari) - AIIC(T)). Nachdem es jedoch bei den Wahlen zur Lok Sabha 1996 zu einer Niederlage des Indischen Nationalkongresses kam und dieser 92 Sitze verlor und nur noch 140 Mandate errang, und auch Congress-Tiwari nur vier Abgeordnete stellen konnte, kehrten Singh und Tiwari Ende 1996 zum Indischen Nationalkongress zurück.
Nach dem Sieg der Kongresspartei bei den Wahlen zur Legislativversammlung von Uttaranchal wurde er am 2. März 2002 neuer Chief Minister diesen neuen Bundesstaates, der 2000 durch eine Abspaltung von Uttar Pradesh entstanden war. Er wurde damit Nachfolger von Bhagat Singh Koshyari von der Bharatiya Janata Party (BJP). Das Amt des Chefministers von Uttaranchal, das zum 1. Januar 2007 seinen heutigen Namen Uttarakhand erhielt, bekleidete er bis zur Niederlage seiner Partei gegen die BJP. Am 8. März 2007 folgte ihm Bhuvan Chandra Khanduri von der BJP.
Indiens erste weibliche Staatspräsidentin Pratibha Patil ernannte Tiwari schließlich am 22. August 2007 als Nachfolger von Rameshwar Thakur zum Gouverneur von Andhra Pradesh. Am 26. Dezember 2009 trat der 84-jährige Tiwari offiziell aus Gesundheitsgründen zurück, nachdem ein lokaler Fernsehsender einen Videofilm gezeigt hatte, der den Politiker im Bett mit drei jungen Frauen zeigte. Nachfolger wurde am 27. Dezember 2009 E. S. L. Narasimhan.